# Інфекція, яку спричинює вірус Епштейна — Барр
Інфекція, яку спричинює вірус Епштейна — Барр (ВЕБ-інфекція, англ. Epstein — Barr virus infection, VEB-infection) — широко поширена герпесвірусна інфекція, яку спричинює герпесвірус людини (ГВЛ) 4-го типу, відомий за прізвищами його відкривачів як вірус Епштейна — Барр. Найчастіше перебігає гостро у вигляді інфекційного мононуклеозу, але може перебігати й тривало як хронічна активна ВЕБ-інфекція, у вигляді інших форм внаслідок пригнічення імунної системи, асоціюється з цілим рядом онкологічних (назофарингеальна карцинома), переважно лімфопроліферативних захворювань (лімфома Беркітта), а також з автоімунною патологією. Об'єднує ці хвороби те, що при них безконтрольно зростає кількість ВЕБ-інфікованих В-лімфоцитів на тлі порушеного імунологічного розпізнавання ВЕБ-антигенів.

## Історичні відомості
Першим серед усіх форм ВЕБ-інфекції описав інфекційний мононуклеоз під назвою «ідіопатичне запалення лімфатичних залоз» у 1887 р. засновник російської педіатричної школи Н. Ф. Філатов. У 1889 р. німецький педіатр Е. Пфейффер описав спалах подібної інфекції, названої тоді «гарячкою Пфейффера». У 1920 р. американські лікарі Т. Спрант та Ф. Еванс дали назву хворобі «інфекційний мононуклеоз». У 1923 р. американський гематолог Х. Дауні й лікар С. Макінлей виявили характерні гематологічні зміни при цій хворобі. У 1932 році американські лікарі Д. Пауль та В. Буннелль встановили появу при інфекційному мононуклеозі в крові людей гетерофільні антитіла (зокрема, до еритроцитів барана), що довгий час використовувалось в лабораторній діагностиці хвороби. У 1957 р. ірландський хірург Деніс Парсонс Беркітт описав в Африці своєрідну лімфому, яку в подальшому стали називати за його прізвищем. Вірус було вперше виділено з клітин злоякісної лімфоми Беркітта у 1964 році і названо за прізвищами британського патолога Е. Епштейна та вірусолога І. Барр, які його культивували. У 1968 р. американські педіатри Г. та В. Генле разом з В. Ділом пов'язали вірус Епштейна — Барр з виникненням інфекційного мононуклеозу, знайшовши антітіла до вірусу у хворих дітей. Але потім стало зрозумілим, що клінічні прояви інфекційного мононуклеозу можуть спричиняти й інші збудники, наприклад, цитомегаловіруси. Тому на даний момент для верифікації причини інфекційного мононуклеозу потрібно використовувати сучасні методи діагностики.

## Актуальність
За останні 10 років інфікованість населення в світі вірусом Епштейна — Барр збільшилася в декілька разів і коливається від 90 до 100 % в деяких регіонах. ВЕБ-інфекція є найпоширенішою герпесвірусною інфекцією в Україні. Епідеміологічними дослідженнями доведено, що до досягнення повноліття близько 90 % людей інфікуються цим вірусом. Часта його маніфестація у перебігу ВІЛ-інфекції робить його високоактуальним у групі ВІЛ-асоційованих інфекцій. Серед усіх злоякісних уражень клітин крові у 2,3 % зустрічається лімфома Беркітта. У 2010 році кількість померлих від назофарінгеальної карциноми досягла в світі 65 тисяч порівняно з 1990-ми роками, коли склала 45 тисяч осіб.

## Етіологія
Збудник — В-лімфотропний вірус людини, який належить до роду Lymphocryptovirus, підродини Gammaherpesvirinae, родини Herpesviridae, є ГВЛ 4 типу. Має виразні онкогенні властивості та проявляє тропізм до В- та Т-лімфоцитів. Вірус у своєму розвитку немає РНК-стадії, має специфічні антигени:
- капсидний,
- ядерний,
- ранній,
- мембранний.

Час появи та біологічна значущість цих антигенів неоднакові. Знання термінів появи різних антигенів та виявлення антитіл до них надають можливість діагностувати той чи інший клінічний варіант перебігу ВЕБ-інфекції. Вірус має спільні антигени з іншими герпесвірусами. Чутливий до дії діетилового ефіру.
Детальніші відомості з цієї теми ви можете знайти в статті Вірус Епштейна — Барр.

## Епідеміологічні особливості

### Джерело та резервуар інфекції
Джерелом інфекції є хворі, в тому числі, з прихованим перебігом. Виділення йде через носоглотковий слиз, слину. Ті, хто переніс гостру форму, є резервуаром, тому що виділення вірусу зберігається іноді протягом 18 місяців від початку хвороби.

### Механізм та шляхи передачі
Передача інфекції відбувається повітряно-крапельним механізмом. Через відсутність кашлю та нежиттю виділення вірусу йде не інтенсивно, на невелику відстань від хворого, тому для зараження потрібний тривалий контакт. Так французькі лікарі назвали хворобу «женихів та поцілунків», тому що більшість маніфестних уражень при ВЕБ-інфекції припадає на осіб чоловічої статі. Діти нерідко заражаються через іграшки, забруднені слиною хворої дитини або вірусоносія. У поширенні інфекції має значення спільне користування хворими та здоровими людьми одним посудом, білизною. Можливі також гемоконтактний механізм та статевий шляхи передачі інфекції. Описані випадки вертикальної передачі вірусу від матері плоду дозволяють припустити, що цей вірус може бути причиною внутрішньоутробних аномалій.

### Сприйнятливість та імунітет
Перше інфікування вірусом залежить від соціальних умов. У країнах, які розвиваються, або в соціально несприятливих родинах інфікування дітей відбувається здебільшого до 3 років. У розвинутих країнах інфікування може відбуватися й пізніше — максимум зараження припадає на вік 15-18 років. Реактивація інфекції може відбуватися в будь-якому віці, сприяють їй фактори зниження загального та місцевого імунітету. Унікальні генетичні зміни сприяють виживанню вірусів у лімфомі Беркітта, яка відмінна від інших типів лімфом. Ці мутації генів TCF3 і ID3 сприяють виживання вірусних клітин.

## Патогенез
Вірус проникає у епітеліальні клітини, В-лімфоїдну тканину ротоглотки (мигдалики, фолікули глотки), а потім йде його поширення по всій лімфатичній системі організму. Під час первинного інфікування у процес залучається близько 20 % циркулюючих В-лімфоцитів. Первинна ВЕБ-інфекція частіше розвивається в дитячому чи молодому віці. Після зараження реплікація вірусу в організмі людини і формування імунної відповіді може перебігати безсимптомно чи проявлятися помірними катаральними явищами з боку верхніх дихальних шляхів.
При потраплянні великої кількості вірусу чи/та ослабленні імунної системи у пацієнта може розвиватися клінічні прояви інфекційного мононуклеозу. Цитотоксична відповідь натуральних кіллерів та CD8 цитотоксичних Т-лімфоцитів призводить до загибелі інфікованих В-лімфоцитів, що супроводжується збільшенням атипових лімфоцитів (мононуклеарів). На цьому етапі у великій кількості з'являються гетерофільні антитіла, що не відбувається в разі іншої причини інфекційного мононуклеозу та в хронічній стадії. У генезі гострих проявів певне значення має приєднання вторинної бактеріальної флори, особливо в ротоглотці. На 1-му тижні хвороби з'являються антитіла до структурних білків вірусу Епштейна — Барр, що вкупі з клітинними реакціями призводить до звільнення від вірусу. Але неефективність Т-клітинної відповіді може привести до надмірної і неконтрольованої B-клітинної та епітеліоїдної проліферації, що формує іноді злоякісні новоутворення. В інших випадках не відбувається повної елімінації вірусу з організму, він тривалий час персистує у В-лімфоцитах використовуючи лише 10 % своє антигенної активності для підтримання персистенції, але при певних умовах здатний реактивуватися з появою тих чи інших симптомних проявів. Іноді тривала персистенція вірусу призводить до неадекватної імунної стимуляції, що спричинює розвиток автоімунних хвороб.
Імунітет при інфекційному мононуклеозі стійкий, реінфекція приводить лише до підвищення титру антитіл. Існують певні особливості людської відповіді на ВЕБ-інфікування. Так у Східній та Центральній Африці переважає розвиток лімфоми Беркітта, в окремих регіонах Східної Азії — назофарінгеальної карциноми. Поки це є непоясненим фактом.

### Патоморфологічні зміни
Морфологічно в гострому періоді захворювання при біопсії лімфатичних вузлів визначається проліферація ретикулярної і лімфоїдної тканини з утворенням мононуклеарних клітин великих розмірів, порушення кровообігу. Одночасно виявляється гіперплазія купферівських клітин, а в ряді випадків — вогнищеві та розповсюджені некрози. Аналогічні гістологічні зміни відмічаються в мигдаликах та паратонзилярній тканині. У селезінці спостерігається гіперплазія фолікулів, набряк та інфільтрація мононуклеарними клітинами її капсули. У печінці при тяжких формах захворювання спостерігається відкладання жовчного пігменту в гепатоцитах центральних зон часточок. Широкоплазмові мононуклеарні клітини виявляються в легенях, селезінці, нирках, центральній нервовій системі (ЦНС).
Назофарінгеальна карцинома наразі класифікується як злоякісне новоутворення або рак, який виникає з епітелію слизової оболонки носоглотки. Всесвітня організація охорони здоров'я класифікує цей вид раку на 3 типи за морфологією:
- Тип 1 (I) є кератинізуючим плоскоклітинним раком,
- Тип 2a (II) — некератинізуючий плоскоклітинний рак,
- Тип 2b (III) є недиференційованою карциномою, ще відомий як лімфоепітеліома.

За поширенням процесу розрізняють:
- I стадія — невелика локалізована пухлина в межах носоглотки;
- II стадія являє собою пухлину, яка поширюється в межах глотки, або з будь-якими ознаками обмеженого шийного (вузлового) метастазування в лімфатичні вузли;
- III стадія являє собою велику за розміром пухлину з або без метастазування в лімфовузли шиї, або пухлину з двостороннім метастазуванням у лімфовузли шиї;
- Стадія IV являє собою велику пухлину, яка поширюється на інтракраніальні або інтратемпоральні області, значне метастатичне ураження лімфовузлів шиї та / або будь-які віддалені метастази.

## Клінічні ознаки

### Класифікація
У МКХ-10 у різних розділах виділяють такі нозологічні форми, які спричиняє ВЕБ-інфекція:
- «Гаммагерпесвірусний інфекційний мононуклеоз» (В27.0);
- «Імунодефіцит внаслідок спадкової дефектної відповіді на ВЕБ (лімфопроліферативна хвороба, пов'язана з Х-хромосомою)» (D82.3);
- «Лімфому Беркітта» (С83.7);
- «Злоякісну назофарингеальну пухлину» (С11);

А взагалі з вірусом Епштейна — Барр нині асоціюють багато синдромів та хвороб. Зокрема, є підстави вважати зв'язок вірусу зі спричиненням:
- лімфогранульоматозу (хвороби Годжкіна),
- деяких негоджкінських лімфом,
- хвороби Кікуші,
- синдрому хронічної втоми,
- синдрому Стівенса — Джонсона,
- розсіяного склерозу,
- волосистої лейкоплакії,
- синдрому Аліси в країні чудес,
- загального варіабельного імунодефіциту,
- герпангіни,
- посттрансплантаційного лімфопролферативного розладу,
- пухлин гладких м'язів,
- субепітеліальних інфільтратів,
- нового синдрому щоденного персистуючого головного болю.

Нині загальноприйнятої клінічної класифікації ВЕБ-інфекції не існує. Виділяють первинну ВЕБ-інфекцію (гострий інфекційний процес — інфекційний мононуклеоз) та хронічну ВЕБ-інфекцію.

### Клінічні прояви гострого перебігу (гаммагерпесвірусний інфекційний мононуклеоз)
Інкубаційний період при гострій формі (інфекційному мононуклеозі) триває 6-40 днів. При інших формах його визначити практично неможливо. Іноді хвороба починається з продромального періоду тривалістю 2-3 дні, під час якого з'являються помірна втома, маловідчутна млявість, незначне зниження апетиту. У типових випадках початок хвороби гострий, температура тіла підвищується до 38-39°С. Хворі скаржаться на помірний головний біль, закладення носу, неприємні відчуття у горлі під час ковтання, пітливість. Взагалі, при інфекційному мононуклеозі рівень інтоксикації значно менший, ніж це буває при такій гарячці під час інших захворювань. Уже в перші 3-5 днів з'являється гострий тонзиліт, збільшення лімфатичних вузлів, печінки і селезінки (гепатоспленомегалія). Гарячка при інфекційному мононуклеозі може бути постійною, послаблювальною або неправильного типу, іноді — хвилеподібною. Тривалість гарячкового періоду — від 4-5 днів до 2-4 тижнів і більше.
Лімфаденопатія — найбільш сталий прояв хвороби. У першу чергу збільшуються шийні лімфатичні вузли, особливо розташовані уздовж заднього краю грудинно-ключично-соскоподібного м'яза, під кутом нижньої щелепи. Збільшення цих вузлів іноді помітне на відстані при повертанні голови вбік. Нерідко збільшені лімфатичні вузли мають вигляд ланцюжка або пакета, симетрично розташовані, діаметр їх може досягати 1-3 см. Вони еластичні, помірно чутливі на дотик, не спаяні між собою, рухомі, шкіра над ними не змінена. Одночасно іноді може бути й збільшення пахвових і пахвинних лімфатичних вузлів. Рідше спостерігається збільшення бронхолегеневих, середостінних і брижових лімфатичних вузлів. З'являється певне утруднення носового дихання, може дещо змінюватися голос. Однак, незважаючи на це, виділень з носа в гострому періоді хвороби майже не спостерігається тому, що при інфекційному мононуклеозі розвивається задній риніт — уражається слизова оболонка нижньої носової раковини, входу в носову частину глотки.
Одночасно з лімфоаденопатією з'являються ознаки гострого тонзиліту та фарингіту. Зміни на мигдаликах можуть бути катаральними, фолікулярними, лакунарними, виразково-некротичними, іноді з утворенням перламутрово-білого або кремового за забарвленням нашарування, а в ряді випадків — м'яких фібринозних плівок, які певною мірою нагадують дифтерійні. Такі нашарування зрідка можуть навіть поширюватись за межі мигдаликів, що супроводжується посиленням гарячки або її відновленням після попереднього зниження температури тіла. Зустрічаються випадки інфекційного мононуклеозу без ознак виразного продуктивного тонзиліту.
Збільшення печінки і селезінки (гепатоспленомегалія) — один з постійних симптомів інфекційного мононуклеозу. У більшості хворих збільшення селезінки виявляють уже з перших днів хвороби, вона порівняно м'якої, консистенції, досягає максимального розміру на 4-10-й день хвороби. Нормалізація її розмірів відбувається не раніше 2-3-го тижня хвороби, після нормалізації розмірів печінки. Печінка максимально збільшується також на 4-10-й день хвороби. У деяких випадках збільшення печінки може супроводжуватися незначним порушенням її функції, помірною жовтяницею.
У 5-25 % хворих на інфекційний мононуклеоз з'являється висип, який може бути плямистим, плямисто-папульозним, уртикарним, геморагічним. Терміни появи висипу різні, утримується він протягом 1-3 днів і без сліду зникає. Часто він відбувається при призначенні амінопеніцилінів (ампіцилін, амоксицилін) і є імуноалергічною реакцією.
До атипового перебігу інфекційного мононуклеозу відносять випадки захворювання, коли виявляються лише деякі типові прояви (зокрема, поліаденіт) або найбільш значні ознаки, які не є типовими — висип, жовтяниця, симптоми ураження нервової системи тощо. Часто спостерігається стертий, безсимптомний перебіг хвороби.

### Інші форми
Після первинної ВЕБ-інфекції часто спостерігається персистенція вірусу в організмі. Вона може клінічно не проявлятися (безсимптомне вірусоносійство або латентна форма). Проте можлива реактивація, що призводить до розвитку хронічно рецидивуючого варіанту перебігу з ураженням ЦНС, міокарда, нирок тощо та різних лімфопроліферативних розладів. В осіб з вираженою імунною недостатністю можливий розвиток генералізованого перебігу ВЕБ-інфекції з ураженням центральної та периферичної нервової системи у вигляді менінгіту, енцефаліту, полірадикулоневриту.
Для імунодефіциту внаслідок дефектної спадкової відповіді на ВЕБ (лімфопроліферативна хвороба, пов'язана з Х-хромосомою, хвороба Дункана, синдром Партіло) у хлопчаків характерна неадекватна відповідь на вірус через ті або інші мутації в Х-хромосомі. Настає швидка смерть через тяжкий гепатит, гостру недостатність кісткового мозку, розвиток швидкоплинучих негоджкінських лімфом.

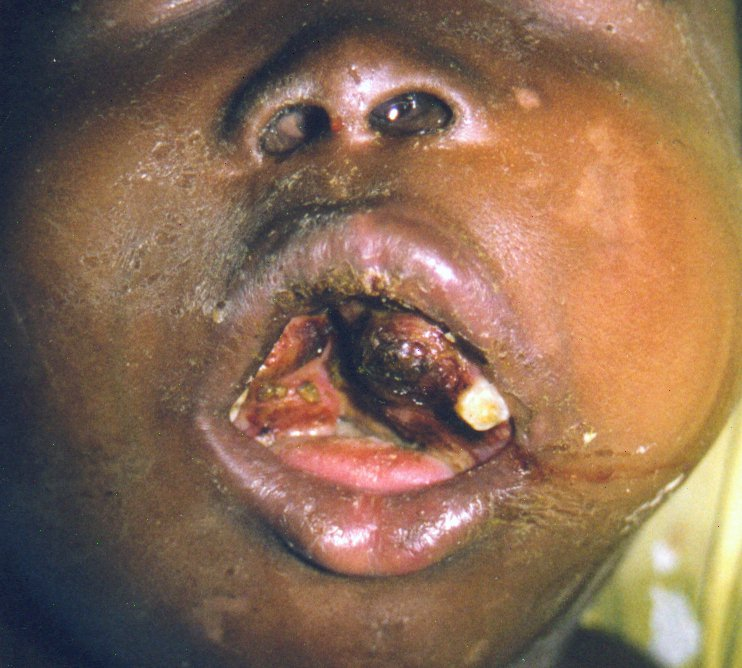
Лімфома Беркітта, яка потрощила зуби і вибухає в просвіт ротової порожнини

### Лімфома Беркітта

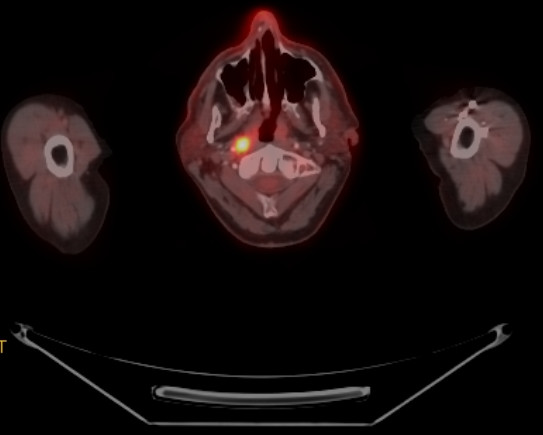
Комп'ютерна томографія показує світлу пляму — локалізацію назофарінгеальної карциноми

Ендемічний варіант (також званий «африканський варіант») лімфоми Беркітта найчастіше зустрічається у дітей, які живуть в ендемічних районах світу (наприклад, в екваторіальній Африці, Бразилії та Папуа-Новій Гвінеї). Вірус Епштейна — Барра виявлено майже у всіх цих пацієнтів. Це лімфома дуже високого ступеня злоякісності, що розвивається з B-лімфоцитів і має тенденцію поширюватися за межі лімфатичної системи (в кістковий мозок, кров, спинальну систему). Уражає щелепу або якусь іншу лицьову кістку, дистальний відділ клубової кишки, сліпу кишку, яєчники, нирки, молочні залози. Може розвиватися в будь-якому віці, але найбільш поширена у дітей і молодих людей, особливо у чоловіків. Нерідко вона розвивається у хворих на ВІЛ-інфекцію. Клітини лімфоми здатні накопичуватися у великій кількості в лімфатичних вузлах та органах черевної порожнини, що зумовлює їхнє збільшення. Також можуть проникати в тонку кишку, що призводить до кишкової непрохідності або кровотечі. Іноді виникає набряк шиї, який може бути дуже болючим. Без лікування лімфома Беркітта швидко прогресує і веде до смерті.

### Назофарінгеальна карцинома
Злоякісна пухлина, відома також як рак носоглотки, розвивається у верхній частині глотки, найчастіше в латеральному носоглотковому поглибленні або ямці Розенмюллера (поглиблення за входом у отвір евстахієвої трубки), і значно відрізняється від інших типів пухлин голови та шиї за своїм розвитком, причинами, клінічним перебігом та лікувальною тактикою.

## Ускладнення
Розрив селезінки, менінгіт, енцефаліт, синдром Гієна — Барре, паралічі, поперечний мієліт, гемолітична анемія, гіпотромбоцитарні кровотечі, фаринго-трахеальна обструкція, увеїт, міокардит, перикардит. Хронічна ВЕБ-інфекція частіше ускладнюється у імуноскомпроментованих осіб розвитком гострої дихальної недостатності, кровотечами, ураженням ЦНС та злоякісними новоутвореннями. Загалом при інфекційному мононуклеозі прогноз сприятливий, при інших формах, хронічному перебігу загрозливий.

## Діагностика
Діагностика гострого процесу ґрунтується на оцінці анамнестичних, клінічних (слабкий інтоксикаційний синдром з гарячкою, гострий тонзиліт, генералізоване збільшення лімфатичних вузлів, утруднення носового дихання, збільшення розмірів печінки і селезінки), лабораторних даних.
У клінічному аналізі крові хворих на інфекційний мононуклеоз зміни є досить характерними. Лейкопенія, яка може виявлятись у перші 2 дні хвороби, змінюється лейкоцитозом зі значним збільшенням одноядерних клітин — лімфоцитів, моноцитів. Зменшується кількість сегментоядерних нейтрофілів, але при цьому навіть незначно збільшується кількість паличкоядерних. ШОЕ збільшується незначно. Найхарактернішою особливістю є наявність атипових мононуклеарів (старі назви «моноцитоподібні лімфоцити», «віроцити». «клітини Дауні») — зрілих атипових одноядерних клітин, які мають велике, асиметрично розташоване в клітині губчасте ядро. Протоплазма клітин широка, базофільна, містить ніжну азурофільну зернистість. Між ядром та цитоплазмою нерідко виявляється поясок просвітлення. Кількість атипових мононуклеарів може сягати 20 % всіх лейкоцитів і більше. Вони з'являються на 2-3-й день хвороби і спостерігаються у крові протягом 3-4 тижнів, іноді до 2 місяців і більше. При ураженні печінки помірно підвищується активність АлАТ та АсАТ, рівень білірубіну.
Поліморфізм клінічних проявів, а також залучення до патологічного процесу імунної системи зумовлюють необхідність специфічного лабораторного підтвердження діагнозу. Виявлення в сироватці крові хворих гетерофільних антитіл до еритроцитів різних тварин (барана, бика, коня тощо) при інфекційному мононуклеозі нині практично не застосовується через певні технічні проблеми, відносну неспецифічність та поступилося імуноферментному аналізу (ІФА), який дозволяє виявити антитіла різних класів, для діагностики гостроти важливе значення має виявлення IgM. Використовують полімеразну ланцюгову реакцію (ПЛР).
Діагностика хронічної активної ВЕБ-інфекції потребує проведення більшого обсягу лабораторних тестів. Використовують дослідження наявності ДНК вірусу в крові, слині, сечі, спинномозковій рідині в ПЛР, виявлення антитіл до капсидного, нуклеарного, ЕА-антигенів та їхньої авідності. Оцінюють отримані результати обов'язково комплексно і в динаміці.
Для діагностики лімфоми Беркітта використовують те, що нормальні В-лімфоцити зародкового центру мають перегруповані гени важкого і легкого ланцюгів імуноглобулінів, і кожна ізольована В-клітина має унікальну перестановку гена IgH. Оскільки лімфома Беркітта та інші В-клітинні лімфоми є клональним проліферативним процесом, всі пухлинні клітини одного пацієнта мають ідентичні гени IgH. Коли ДНК пухлинних клітин аналізують за допомогою електрофорезу, може бути знайдено клональну смугу, оскільки ідентичні гени IgH будуть рухатися в однакову позицію. Коли проводять дослідження нормального чи реактивно зміненого лімфатичного вузла з використанням тієї ж методики, не буде видно окремої смуги. При мікроскопії клітини пухлини містять невелику кількість базофільної цитоплазми з трьома-чотирма малими ядрами, мають середній розмір (тобто розміри ядер пухлини подібні до розмірів гістіоцитів або ендотеліальних клітин), але менший ніж нормальні лімфоцити. Пухлинні клітини в лімфомі Беркітта зазвичай сильно експресують маркери диференціювання В-клітин (CD20, CD22, CD19), а також CD10 і BCL6. Пухлинні клітини в цілому негативні для BCL2 і TdT. Високу мітотичну активність лімфоми Беркітта підтверджують майже 100 % клітин, які позитивно впливають на Ki67.
Визначення карциноми носоглотки засноване на клінічному та рентгенологічному дослідженні.

## Лікування
При інфекційному мононуклеозі не потрібне противірусне лікування. Препарати групи ацикловіра при цьому ефекту не дають. У тяжких випадках показано застосування коротким курсом глюкокортикостероїдів, переважно преднізолону в дозі 1 мг/кг маси тіла на добу протягом 5–7 днів. Проте необхідно зважати на можливість розвитку неврологічних та септичних ускладнень після їх застосування. Рекомендуються гіпосенсибілізуючі та симптоматичні засоби. У разі приєднання вторинної бактеріальної інфекції призначають антибактеріальні препарати у вікових дозах, за винятком амінопеніцилінів.
Серед етіотропних засобів лікування хронічної активної ВЕБ-інфекції в стадії реактивації застосовують ганцикловір. Він є певною мірою ефективним при хронічній активній ВЕБ-інфекції та не мають ефекту при латенції. Ганцикловір застосовують внутрішньовенно (в/в) в дозі 0,005–0,015 г/кг 3 рази на добу протягом 10–15 днів. Курс може бути подовжений до 21 дня. Підтримувальна доза становить 0,005 г/кг на добу. Препарат у такій дозі вводять протягом тривалого часу для профілактики рецидивів захворювання. Для підтримувальної терапії можна використовувати ганцикловір у таблетках по 1 г 3 рази на добу. У лікуванні хронічної активної ВЕБ-інфекції використовують препарати α-інтерферону. Рекомбінантний інтерферон призначають у дозах із розрахунку 1 млн МО на 1 м2 площі тіла. Кратність введення препарату становить 2 рази на добу з інтервалом 12 годин. Тривалість курсу лікування при дозі 1–3 млн МО 2 рази на день щоденно протягом першого тижня, потім 3 рази на тиждень протягом 3–6 міс. У випадку тяжкого перебігу застосовують імуноглобулін нормальний людини для в/в введення в разовій дозі 3–4 мл/кг на добу (0,15–0,2 г/кг на добу) від 1 до 5 введень на курс лікування. Курсова доза не повинна перевищувати 2 г на 1 кг маси тіла.
Лімфома Беркітта високочутлива до різних видів цитостатичної терапії. Ефективним є лікування циклофосфаном, який вводять в/в в дозі 0,03–0,04 г/кг одноразово, якщо захворювання діагностовано в ранні терміни, або 2 рази з інтервалом 10–14 днів. У разі поширення процесу на оболони та речовину спинного і головного мозку інтралюмбально вводять метотрексат в дозі 0,005 г з подальшим її підвищенням.
Назофарінгеальну карциному можна лікувати хірургічним шляхом, хіміотерапією або радіотерапією. Існують різні форми променевої терапії, включаючи 3D терапію, інтенсивно-модульовану променеву терапію, терапію пучком частинок і брахітерапію, які зазвичай використовуються при лікуванні раку голови та шиї. Експресія латентних білків вірусу при недиференційованій носоглотковій карциномі може бути потенційно використана для імунотерапії.

## Профілактика
Хворих у гострому періоді хвороби ізолюють або вдома, або у інфекційному відділенні. Госпіталізація при легких та неускладнених формах необов'язкова. Хворого забезпечують окремим посудом та предметами догляду. Медичне спостереження за контактними в осередку інфекції проводиться протягом 20 днів з метою виявлення хворих на атипові та стерті форми. Специфічна профілактика не розроблена, вакцин не існує.